# Піт Бромберґ
Піт Бромберґ (нід. Piet Bromberg, 4 березня 1917 — 27 липня 2001) — нідерландський хокеїст на траві.
Бронзовий призер Олімпійських Ігор 1948 року.